# Sonibius parvus
Sonibius parvus är en mångfotingart som beskrevs av Chamberlin 1922. Sonibius parvus ingår i släktet Sonibius och familjen stenkrypare. Inga underarter finns listade i Catalogue of Life.